# Matsudaira Shigekatsu
Matsudaira Shigekatsu est un nom japonais traditionnel ; le nom de famille (ou le nom d'école), Matsudaira, précède donc le prénom (ou le nom d'artiste).
Matsudaira Shigekatsu (松平 重勝, 1549 - 6 janvier 1620) est un daimyo du début de l'époque d'Edo, aussi connu sous le nom de Denzaburō (伝三郎). Il hérite de la position de chef des Nomi-Matsudaira (能見松平) de son père, Matsudaira Shigeyoshi. Il est d'abord vassal de Tokugawa Ieyasu, prend part à la bataille de Komaki et Nagakute, puis est plus tard affecté auprès de Tadateru, sixième fils de Ieyasu comme obligé senior. Après la dissolution du domaine de Tadateru, Shigekatsu est fait daimyō du domaine de Sekiyado dans la province de Shimōsa. Peu après, en 1619, il est transféré au domaine de Yokosuka dans la province de Tōtōmi, d'une valeur de 26 000 koku. En même temps, il sert aussi comme gardien du château de Ieyasu à Sunpu. Au cours de sa carrière, il atteint le rang de cour 5e inférieur ainsi que les titres de Echizen no kami 越前守 et Ōsumi no kami 大隅守.

## Source de la traduction
- (en) Cet article est partiellement ou en totalité issu de l’article de Wikipédia en anglais intitulé « Matsudaira Shigekatsu » (voir la liste des auteurs).